# Иванов, Андрей Андреевич (генерал-майор)
Андре́й Андре́евич Ивано́в (29 ноября 1904, Селищи, Новгородский уезд, Новгородская губерния — 22 октября 1944, Любнице, Польша) — советский военный лётчик и военачальник, участник Советско-финской войны и Великой Отечественной войны, командир 2-го гвардейского штурмового авиационного корпуса во время Великой Отечественной войны, генерал-майор авиации.

## Биография
Иванов Андрей Андреевич родился 29 ноября 1904 года в местечке Селище, ныне Чудовский район Новгородской области. В Красной Армии с 1926 года. Член ВКП(б) с 1928 года.

### Образование
- школа младшего комсостава в городе Новгороде (1927)
- советская партийная школа (1928)
- экстерном курс командира взвода пехоты (1930)
- 4-месячные политические курсы при Военно-политической академии им. В. И. Ленина (1935)
- краткосрочные курсы комиссаров частей при Политуправлении РККА (1937)

### До войны
В РККА проходил службу в стрелковых подразделениях Ленинградского военного округа: курсант школы, старший писарь, секретарь политического отдела дивизии, политрук стрелковой роты и полковой школы. В 1932 году переведён в ВВС в авиационную бригаду Ленинградского военного округа на должности партийно-политического аппарата: заведующий партийным кабинетом авиационной бригады, политрук аэродромной команды, помощник по политчасти авиапарка, военком эскадрильи, военком бомбардировочного авиационного полка, военком бомбардировочной авиационной бригады. В этой должности участвовал в походе Красной армии в Западную Украину (1939) и в Советско-финской войне (1939—1940). В июле 1940 года назначен военкомом 2-й смешанной авиационной дивизии.

### Во время войны
Участник Великой Отечественной войны с 22 июня 1941 года. Великую Отечественную войну встретил в должности комиссара 2-й авиационной дивизии, сформированной накануне войны в 1938 году в Старой Руссе. Воевал на Ленинградском фронте.
Во время Великой Отечественной войны был заместителем командующего по политической части 13-й Воздушной армии (Ленинградский фронт). С сентября 1941 года — военный комиссар ВВС Ленинградского фронта с присвоением звания бригадный комиссар. С ноября 1942 года заместитель командующего по политической части 13-й Воздушной армии на Ленинградском фронте. За время Великой Отечественной войны по состоянию на 28 октябрь 1942 года лично выполнил 35 боевых вылетов на самых угрожаемых участках «Летающий комиссар». Так называли его все на Ленинградском фронте. Особой любовью он пользовался у лётного состава. В обращении был прост и доступен. 
```

```

«...что особая заслуга А. А. Иванова состоит в том, что он сумел обеспечить сохранение личного состава в голодный период зимы 1941— 1942 гг. Сохранение военнослужащих и кадров вольнонаемного состава путём изыскания дополнительного питания позволило ремонтным органам весь период быть работоспособными и обеспечивать для ВВС фронта выпуск самолетов и моторов»— Командующий ВВС Ленинградского фронта генерал С. Д. Рыбальченко

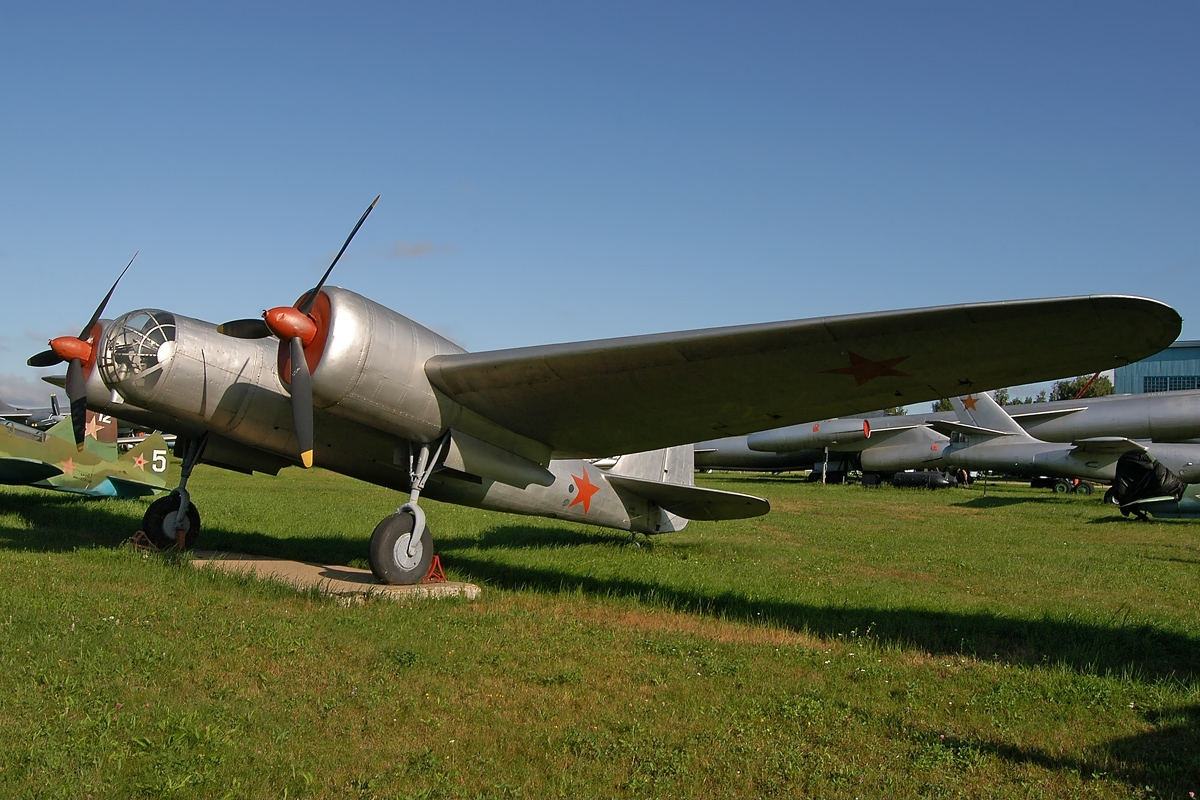
Самолёт СБ, на котором летал Иванов

6 декабря 1942 года присвоено звание генерал-майор авиации. С апреля 1943 года — заместитель командующего 13-й Воздушной армии по политической части. 13 октября 1944 года принял командование 2-м гвардейским штурмовым авиационным корпусом на 1-м Украинском фронте. Принимал участие в планировании и реализации операций и битв:
- Прорыв блокады Ленинграда (операция «Искра») с 12 января 1943 года по 30 января 1943 года
- Мгинская операция с 22 июля 1943 года по 22 августа 1943 года
- Новгородско-Лужская операция с 14 января 1944 года по 15 февраля 1944 года
- Ленинградско-Новгородская операция с 14 января 1944 года по 1 марта 1944 года
- Красносельско-Ропшинская операция с 14 января 1944 года по 30 января 1944 года
- Выборгская операция с 10 июня 1944 года по 20 июня 1944 года
- Свирско-Петрозаводская операция с 21 июня 1944 года по 22 июня 1944 года
- Нарвская операция с 24 июля 1944 года по 30 июля 1944 года
- Прибалтийская операция с 14 сентября 1944 года по 24 ноября 1944 года
- Таллинская операция с 17 сентября 1944 года по 26 сентября 1944 года

Могила Иванова на Казачьем кладбище Александро-Невской лавры в Санкт-Петербурге.

22 октября 1944 года скоропостижно скончался на боевом посту в населённом пункте Любницы-Гжештов, Польша. Похоронен Андрей Андреевич на Коммунистической площадке Александро-Невской лавры, Санкт-Петербург.

### Должности
- Военный комиссар 2-й авиационной дивизии
- Военный комиссар ВВС Ленинградского фронта
- Заместитель командующего 13-й Воздушной армии по политической части (Ленинградский фронт), член Военного Совета.
- Заместитель командующего 13-й Воздушной армии, член Военного Совета
- Командир 2-го гвардейского штурмового авиационного корпуса

## Награды
- Орден Ленина (23 ноября 1942)[3]
- Орден Красного Знамени (1940)
- Орден Красного Знамени[4] (05 октября 1944)
- Орден Кутузова 1-й степени[5] (22 июня 1944)
- Орден Кутузова 2-й степени[6] (21 февраля 1944)
- медаль за «Оборону Ленинграда»
- медали

## Память
- На Коммунистической площадке Александро-Невской лавры, в Санкт-Петербург установлен обелиск[7].